# Creu de terme de Prat de Comte
La Creu de terme de Prat de Comte és una obra de Prat de Comte (Terra Alta) inclosa a l'Inventari del Patrimoni Arquitectònic de Catalunya.

## Descripció
Creu de terme d'origen medieval, situada antigament a sobre la porta d'accés al cementiri.
Portada a la plaça de l'església l'any 1994, moment en què va ser rehabilitada (la creu de la plaça és una rèplica de l'original).
Realitzada amb pedra tova, representa la figura de Crist sobre una creu lobulada de majors dimensions, sobre una base amb uns escuts sense identificar.